# Antitrinitarismo
Antitrinitarismo è un termine che indica la negazione della dottrina della Trinità di Dio, considerata ortodossia dalla maggior parte delle confessioni cristiane, secondo la quale Dio è uno solo ma articolato in tre Persone: Padre, Figlio e Spirito Santo.
Sono esistiti ed esistono tutt'oggi gruppi cristiani non trinitari, come ad esempio i mormoni ed i Testimoni di Geova, che rigettano la dottrina della Trinità e unicità di Dio come definita dal primo concilio di Nicea (325) e dal concilio di Costantinopoli (381), in relazione alla controversia ariana.

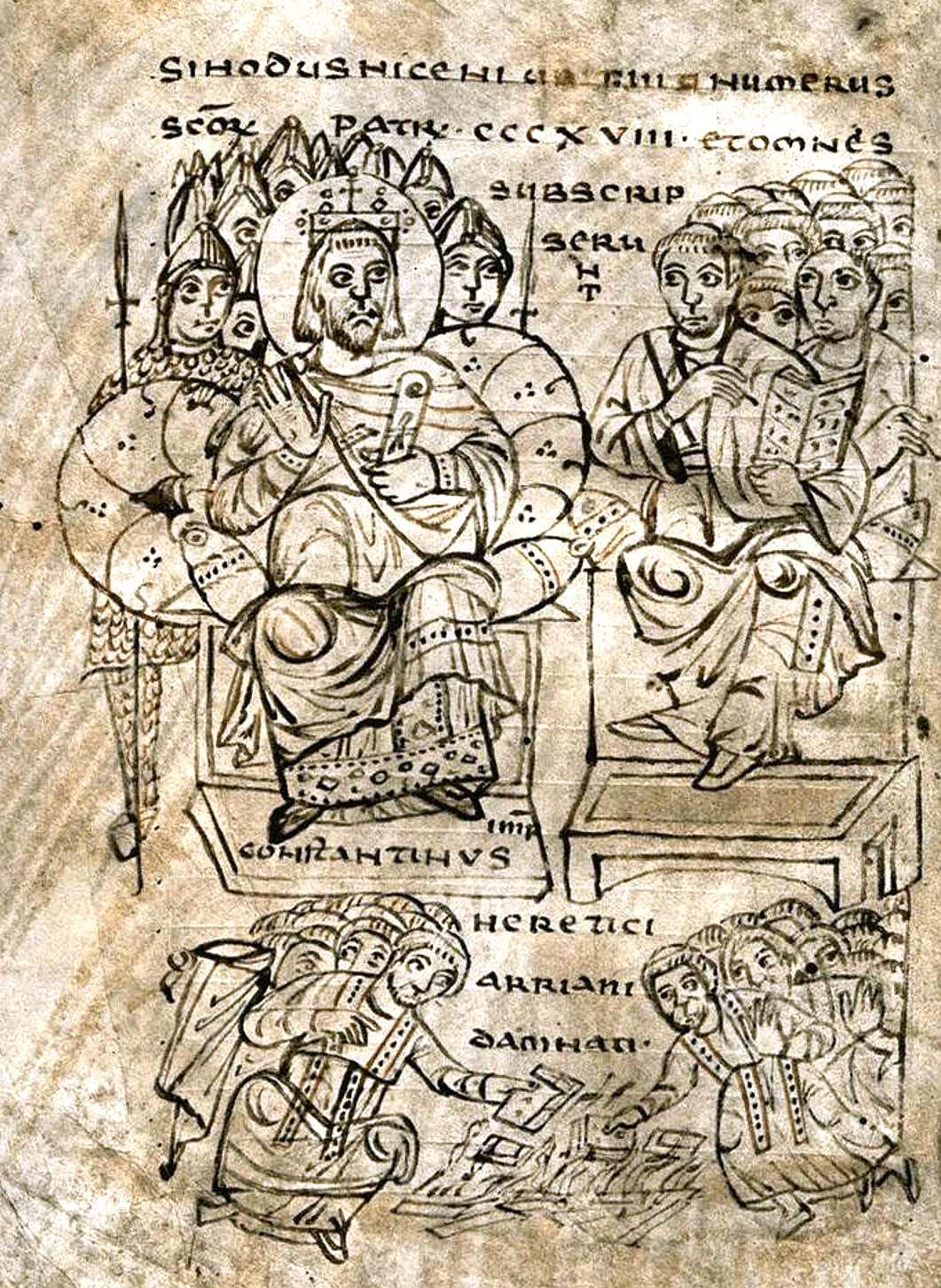
Manoscritto dell'Archivio capitolare di Vercelli (IX secolo) che raffigura il Concilio di Nicea, presieduto da Costantino che condanna gli eretici ariani.

Gli antitrinitari sottolineano che biblicamente non esiste alcun concetto di Trinità (dottrina dedotta dagli uomini) ma semplicemente un solo Dio Padre il quale è Spirito, un Figlio poi manifestatosi in carne (Gesù Cristo) e lo Spirito Santo quale forza di cui si serve Dio per operare.

## Storia

### Antitrinitari dei primi secoli
Vi sono stati e vi sono numerosi altri punti di vista sulle relazioni intercorrenti tra Padre, Figlio e Spirito Santo (bollati come eretici dai trinitari che a loro volta erano considerati eretici); le principali sono:
- Gli ebioniti credevano che il Figlio fosse subordinato al Padre essendo non più di un umano speciale. Essi sostenevano che Gesù non era figlio di Dio, ma piuttosto un uomo comune che era profeta. Tuttavia questi gruppi rigettavano completamente le dottrine di Paolo di Tarso, considerato un impostore, e avevano un canone della Bibbia distinto da quello che divenne quello cattolico.
- Marcione (Sinope, Ponto, 85 ca - 160 ca) credeva vi fossero due Deità, una della Creazione/Vecchio Testamento e una del Nuovo Testamento.
- Il subordinazionismo, concepiva la subordinazione del Cristo (Figlio) al Padre (Dio). Sostenuto da alcuni apologeti del II-III secolo, influenzando alcuni pensatori cristiani, da Origene fino ad Ario.
- Il modalismo o patripassianismo o sabellianismo da Sabellio (III secolo) afferma che Dio ha assunto forme diverse sia nel Vecchio Testamento che nel Nuovo Testamento e che Dio si è manifestato in tre modi principali in relazione alla salvezza dell'umanità. Quindi Dio è Padre nella creazione (Dio creò o generò un figlio attraverso la nascita da una vergine), Figlio per la redenzione (Dio si manifestò dentro o dimorò dentro al generato uomo Cristo Gesù per il proposito della sua morte in croce) e Spirito Santo nella rigenerazione (lo Spirito di Dio che dimora nelle anime dei cristiani credenti). Alla luce di questa credenza Dio non è tre persone separate ma, piuttosto, un Dio che si manifesta in molteplici modi. I suoi proponenti sostengono che questa veduta mantiene il monoteismo rigido che si trova nel Giudaismo e nelle scritture del Vecchio Testamento.
- Ario (256 - 336) credeva che il Figlio fosse subordinato al Padre, di cui sottolineava l'assoluta unicità e trascendenza dichiarandolo sorgente non originata di tutta la realtà, una creatura di ordine superiore, generato dal Padre come primogenito di tutta la creazione e avente uno status divino, cioè anche se viene chiamato Dio, egli non è veramente Dio e quindi non della stessa sostanza del Padre.
- I macedoniani da Macedonio I vescovo di Costantinopoli (dal 342 al 360), detti pneumatomachi (ostili allo Spirito) perché negavano la divinità e la consustanzialità dello Spirito Santo ritenendolo una realtà intermedia tra Dio e le creature.
- Gli eunomiani o aeziani (Ezio teologo ariano inizio sec IV-367) l'essenza divina coincide con "l'essere ingenerato" (in gr. agennesia), solo il Padre è Dio, e il Figlio è da Lui fondamentalmente dissimile (in gr. Anómoios).
- L'adozionismo vede in Gesù il figlio adottivo del Padre. Adottato, secondo alcuni, dopo il battesimo, secondo altri, dopo la resurrezione. Cristo fu, in un certo senso, divinizzato dallo Spirito Santo ottenendo la capacità di fare miracoli senza per questo diventare Dio.
- I monarchiani (Paolo di Samosata) affermarono l'unicità di Dio, Cristo è uomo legato a Dio per ospitare in sé la forza divina.
- Lo gnosticismo identificava lo Spirito Santo con la madre di Gesù e quindi al femminile. La dottrina gnostica era diffusa soprattutto in Egitto ed in Siria. Secondo antichi documenti trovati a Nag Hammadi lo Spirito Santo era la Sophia, ossia la sapienza divina che spira come un soffio dal Padre. Secondo gli gnostici il vero dio Padre era del tutto inconoscibile e distante dagli uomini. Dal Pleroma, la dimensione divina in cui si erano formate le emanazioni di Dio, gli Eoni, si allontanò una di loro, appunto Sophia. Nel tentativo di ricongiungersi al Padre, per errore diede origine al cosmo. Una sua emanazione, Jahvé, proprio perché frutto di uno sbaglio, creò in esso un mondo imperfetto: il nostro. Cristo aveva il compito di congiungersi con Sophia per riportarla nel Pleroma del Padre, dopo di che i cieli sarebbero collassati, il mondo sarebbe finito e il bene avrebbe vinto sul male.[2]

### Antitrinitari storici della Riforma
Dopo la riforma del XVI secolo, alcuni gruppi di derivazione protestante misero in discussione la formulazione trinitaria. Tra questi:
- Michele Serveto (Miguel Servet 1511-1553), medico e riformatore religioso spagnolo. Contestò la dottrina trinitaria nel De Trinitatis erroribus (1531), non negava completamente la Trinità in quanto sosteneva che Dio è uno solo e le tre persone sue semplici modalità avvicinandosi al Modalismo. Rifiutò il battesimo dei bambini e considerava la Cena del Signore un nutrimento puramente spirituale. Venne condannato al rogo dai calvinisti di Ginevra. Una sorte analoga toccò all'italiano Giovanni Valentino Gentile, condannato alla decapitazione dai calvinisti per eresia nel 1566.
- Socinianesimo, fondato da Fausto Socini (Fausto Paulo Sozzini lat. Socinus 1539-1604) continuatore dell'opera svolta da suo zio Lelio (1525-1562). La teologia di Socino, fondata unicamente sulla Scrittura e sulla finitezza dell'uomo, derivava dall'applicazione di una critica strettamente filologica e razionalistica della Bibbia. Secondo Socini Dio si fa conoscere mediante la parola (la scrittura) e prevalentemente attraverso Cristo (la sua interpretazione del Logos) per cui a Cristo competerebbe l'appellativo (inteso come titolo) di Dio perché è il più eccellente rappresentante dell'umanità  viene così affermata una minore distanza tra uomo e Dio, viene negato il peccato originale, di conseguenza la salvezza da parte di Gesù si esplica non espiando il peccato ma dando l'esempio a mostrare amore che indurrebbe Dio al perdono. Questa veduta è ampiamente spiegata in De Jesu Christo servatore, altra sua opera è il De auctoritate Sancta Scripturae. Nel Socinianesimo confluirono diverse idee antitrinitarie: da quelle del già citato Serveto al movimento anabattista, da spunti della tradizione umanistica alla dottrina di Juan de Valdés e da parti della filologia di Lorenzo Valla. Nel 1658 si stabilirono in Transilvania, Moravia, Ungheria, Germania, Francia, Paesi Bassi, Inghilterra e America settentrionale. Influenzarono gli arminiani, i mennoniti, i dissenters e i deisti inglesi, gli illuministi tedeschi nonché Ugo Grozio e Baruch Spinoza. Nel 1733 le Lettere inglesi  di Voltaire presentarono Newton come un membro della setta degli antitrinitari.[3]

I dettami del socinianesimo erano un'applicazione dello spirito critico ai fatti religiosi, una svalutazione della dimensione dogmatica, sostenere un ideale di cristianesimo razionale, pacifista e umanitario basato sull'etica.
- Gli arminiani da Jacobus Arminius (Jakob Harmensz, 1560-1609) secondo cui l'Essere Divino era composto da tre persone uguali per natura ma diversi per grado: il Figlio e lo Spirito Santo derivano dal Padre.

## Avventismo
Circa la Trinità, un aspetto interessante delle origini avventiste è la loro posizione antitrinitaria (o meglio non trinitaria) originaria.
Nel libro avventista Alla ricerca di un'identità. Sviluppo delle dottrine avventiste fondamentali di George R. Knight (Edizioni ADV, 2004, pp. 13-14) si legge questo interessante passaggio:
La maggior parte dei pionieri avventisti oggi avrebbe delle difficoltà a far parte della chiesa se dovesse esprimere il proprio consenso sui ventisette punti dottrinali della denominazione. Per scendere nei particolari, non potrebbero accettare il punto numero 2 che riguarda la dottrina della Trinità. Per Joseph Bates, infatti, la Trinità rappresentava una  dottrina non scritturale, mentre James Springer White la chiamava quella vecchia assurdità trinitaria e per M.E. Cornell essa era il frutto della grande apostasia, insieme con altre false dottrine come l'osservanza della domenica e l'immortalità dell'anima. Nello stesso modo, la maggior parte dei fondatori si sarebbero trovati a disagio con il punto 4, che sostiene che Gesù ha una natura eterna ed è anche veramente Dio. Per J.N. Andrews il Figlio di Dio...ebbe Dio come Padre e, in un momento indeterminato di un eterno passato, i suoi giorni ebbero inizio. Ma i personaggi più noti dell'avventismo non avrebbero sottoscritto neppure il punto 5 relativo alla personalità dello Spirito Santo. Uriah Smith, per esempio, non solo negava la Trinità e l'Eternità del Figlio, come molti suoi confratelli ma, sempre come loro, descriveva lo Spirito Santo come quell'emanazione divina e misteriosa attraverso la quale sia il Padre che il Figlio realizzano la loro opera grandiosa e infinita. In un'altra occasione definì lo Spirito Santo come un influsso divino e non come una persona paragonabile al Padre e al Figlio.

## Chiese moderne non trinitarie
Diversi gruppi moderni insegnano dottrine diverse dall'unità e trinità di Dio. Le maggiori sono la Chiesa di Gesù Cristo dei Santi degli ultimi giorni, i Testimoni di Geova, più altri gruppi minori tra cui:
- Antoinisti
- Cristadelfiani
- Chiesa scientista
- Chiesa dell'unificazione
- Le chiese che si rifanno all'unitarianismo
- I seguaci di William M. Branham
- La House of Yahweh
- La Luz del Mundo
- Living Church of God
- l'Iglesia ni Cristo
- Armstrongismo
- Chiesa cristiana millenarista
- Chiesa del Regno di Dio

Tutti questi gruppi hanno tra loro diversi punti di vista sull'unicità di Dio ma tutti rigettano la trinità delle persone.

### Chiesa di Gesù Cristo dei santi degli ultimi giorni
I mormoni (Chiesa di Gesù Cristo dei santi degli ultimi giorni) credono nella Trinità formata dal Padre, il Figlio e lo Spirito Santo considerati tre personaggi separati e distinti ma perfettamente uniti e in armonia nei propositi e nella dottrina. Il Padre ha un corpo tangibile di carne ed ossa glorificato e perfetto, similmente il Figlio ha un corpo tangibile di carne ed ossa glorificato e perfetto, lo Spirito Santo non ha un corpo di carne ed ossa ma soltanto un corpo di spirito, altrimenti non potrebbe dimorare nell'uomo.
Il loro concetto della Divinità si basa sulle rivelazioni che avrebbe ricevute il profeta mormone Joseph Smith in particolare quella conosciuta come Prima Visione. Inoltre per i mormoni questa dottrina sarebbe in armonia con diversi passi biblici tra cui il racconto evangelico del battesimo di Gesù. Infatti, quando Gesù discese nell'acqua del Giordano, lo Spirito Santo si posò su di lui sotto forma di colomba, e si sentì la voce del Padre proveniente dal cielo (vedi Luca 3,21-22). Vi apparirebbero tre personaggi, ben separati e distinti:
1. La voce del Padre proveniente dall'alto, manifestando il suo amore verso suo Figlio.
2. Gesù mentre prega al momento del suo battesimo.
3. Lo Spirito Santo manifestandosi in forma di colomba e posatosi sul capo di Gesù.

### Testimoni di Geova
I testimoni di Geova insistono sulla unicità di Dio e rigettano la dottrina trinitaria sulla scorta di una analisi delle Sacre Scritture che, secondo i testimoni, né esplicitano né lasciano supporre il concetto trinitario.
L'Opuscolo "Cosa richiede Dio da noi" edito dai testimoni di Geova nel 1996, nel capitolo 11 p. 22 titolato "Credenze e usanze che dispiacciono a Dio", testualmente si legge:
- "Trinità: Geova è forse una Trinità, tre persone in un Dio? No! Geova, il Padre, è il solo vero Dio" (Giovanni 17:3[8]; Marco 12:29[9])
- "Gesù è il Figlio primogenito di Dio, e gli è sottomesso" (1 Corinzi 11:3[10])
- "Il Padre è maggiore del Figlio." (Giovanni 14:28[11])
- "Lo spirito santo non è una persona; è la forza attiva di Dio." (Genesi 1:2[12]; Atti 2:18[13]).

I testimoni di Geova comunque non negano la natura divina di Cristo, credendo non solo alla sua esistenza preumana in cielo, creato da Dio e definito l’“unigenito Figlio” e "la Parola", ma alla natura divina che assunse anche dopo il suo sacrificio di riscatto, morendo come uomo perfetto, e quindi risuscitando. Le Scritture infatti affermano che siede alla destra di Geova suo Padre (Atti 2:33) .

## Ebraismo e Islam
L'insegnamento trinitario è tipico del cristianesimo ed in disaccordo con le altre religioni abramitiche, ebraismo e islam; i primi rigettano interamente la missione divina di Gesù, i secondi accettano Gesù come un profeta umano come Maometto ma rigettano totalmente la sua deità.
Molti all'interno del giudaismo e dell'islam accusano i cristiani trinitari di praticare il politeismo, di credere in tre dei invece che in uno solo. L'islam sostiene questo perché Allah è unico e assoluto (tawhìd). La Trinità è impossibile ed è persino stata condannata come politeistica. Come viene sottolineato dal Corano che afferma nella sura CXII: "Di': «Egli, Allah, è Unico, Allah è l'Assoluto. Non ha generato, non è stato generato e nessuno è uguale a Lui»"

## Obiezioni alla dottrina monoteistica/trinitaria
La critica alla dottrina include l'argomento che il suo mistero, un evidente paradosso, in cui viene detto che le persone di Dio condividono completamente una singola sostanza divina, l'Essere di Dio e tuttavia non partecipano dell'identità di ciascuno.
I critici mettono in discussione la dottrina perché essi ritengono che questo insegnamento, definito fondamentale, mancherebbe di un supporto scritturale diretto. Chi invece professa la dottrina ortodossa riconosce la mancanza di un supporto diretto o formale nell'antico testamento, ma non nel Nuovo, poiché la dottrina trinitaria sarebbe stata rivelata con la venuta di Gesù.
Il dibattito sulla base biblica della dottrina tende a ruotare principalmente sulla questione della divinità di Gesù.

### Controversie sulla Scrittura

#### Antico Testamento
Alcuni esegeti trovano pluralità in termini del Vecchio Testamento come Elohim Altri negano che elhoim denoti pluralità, facendo notare che, questo nome, in quasi tutte le circostanze richiede un verbo singolare e argomentando che dove sembra suggerisca pluralità viene smentita dalla grammatica Ebraica.
La New Catholic Encyclopedia riporta che "La dottrina della Santa Trinità non è insegnata nel Vecchio Testamento", e "Nel Vecchio testamento non si trova alcuna indicazione chiara di una Terza persona. Spesso è menzionato lo Spirito di Dio, ma nulla dimostra che lo Spirito è distinto da Jhwh stesso. Il termine viene usato sempre in relazione all'operare di Dio".
In realtà l'enciclopedia afferma anche che
"i primi Padri della Chiesa erano convinti dell'esistenza di riferimenti alla dottrina della Trinità anche nell'Antico Testamento e hanno trovato questi riferimenti in non pochi brani della Bibbia. Molti di loro ritenevano non solo che i profeti avessero dato testimonianza della dottrina, ma ritenevano pure che essa si fosse fatta conoscere perfino ai patriarchi."
Questa convinzione ha un fondamento biblico nella disputa tra Gesù e i Sadducei sulla Risurrezione e sull'unicità di Dio, poi conclusa con l'interpretazione messianica del Salmo 110. Nella pericope in questione (riportata dai tre vangeli sinottici: Mt 22,23-ss, Mc 12,18-ss e Lc 20,27) Gesù risolve la questione della risurrezione richiamandosi alla Torah, i primi cinque libri della Bibbia, gli unici che i sadducei riconoscono, pronunciando con autorità il nome di Dio ('Io Sono') che solo Dio può pronunciare. È questo pronunciamento 'blasfemo' di Gesù che implica l'essere Dio di Gesù come il Padre che scandalizza uno scriba, che richiede a Gesù la sintesi della fede ebraica del tempo, lo Shemà. 'Shema Israel, . Ascolta Israele il Signore è nostro Dio, il Signore è Uno'. L'anonimo Scriba dopo avere risentito da Gesù la perfetta recitazione dello 'Shemà conclude (Mc 12,32) 'Bene Rabbì, con verità hai detto che Uno è e non c'è Altro eccetto Lui'. Ma la disputa non finisce qui, Gesù apprezza lo scriba perché il suo essere Dio non nega l'unicità di Dio e cita Davide, il Salmo 110, in cui c'è un rapporto alla pari tra Dio e colui che Davide chiama Signore.
Gesù dunque cita la Torah e i profeti per affermare la sua Divinità dando una chiave di lettura nuova della Bibbia.

#### Nuovo Testamento
Per coloro che professano la divinità di Gesù questa dottrina è presente nella cristologia dell'apostolo Giovanni, quando nel prologo del suo vangelo si afferma che "In principio era il Verbo (cioè il Logos), ed il Verbo era presso Dio, e il Verbo era Dio". La Chiesa ritiene che con Logos, un termine derivato dal linguaggio filosofico greco e utilizzato da Giovanni, l'apostolo si riferisce a Gesù come inerente a Dio e perciò Dio egli stesso. Gesù inoltre accettò l'adorazione, perdonò i peccati, dichiarò di essere unico col Padre e usò l'espressione "Io sono" come un'eco del Nome Divino (secondo alcune traduzioni) dato a Mosè sul Sinai. 
È proprio questo pronunciamento fatto davanti al sommo sacerdote che determina la condanna di Gesù come Bestemmiatore, non c'è bisogno di alcuna prova più per condannare Gesù, avendo pronunciato il Nome Divino l'Io Sono, si era dichiarato Dio, bestemmiando agli occhi di chi non ammetteva come gli antitrinitari che potesse esserci un uomo-Dio distinto come persona ma identico nella sostanza divina. 
Il quarto evangelista, narra (Gv 18,6) di un cadere a terra di coloro che stavano per arrestare Gesù, quando lui proclama solennemente il suo essere 'Io Sono', e conclude tutto il ciclo della Passione e della Risurrezione con la solenne professione di fede della Chiesa, messa in bocca a Tommaso, l'apostolo scettico:'Mio Signore e mio Dio' (Gv 20,28). Non solo Signore, che sarebbe sufficiente ma anche Theos, Dio, questa la fede degli apostoli, la fede della Chiesa primitiva e di tutti i tempi in Gesù vero uomo e vero Dio. 
Secondo la cristologia cattolico-ortodossa infatti Gesù è veramente uomo e veramente Dio, non esistendo infatti "altri" dei accanto a Dio, essendo ciò esplicitamente vietato dal Decalogo. Questa dualità della natura divina di Gesù è presente in diverse parti del Nuovo Testamento e come uomo Gesù è inferiore al padre, anzi impara l'ubbidienza e prova l'abbassamento totale, sebbene affermi in seguito che egli dovrà "ascendere al Padre mio e Padre vostro, Iddio mio e Iddio vostro", distinguendo così fra l'essere figli di Dio in senso figurato (caratteristico degli uomini) e in senso proprio (caratteristico di Gesù), come descritto nel primo capitolo della lettera agli Ebrei 1,1-14e anche in diversi passi di San Paolo.

##### Posizione di Raymond E. Brown
Raymond E. Brown in Theological Studies, scrisse che alcune scritture 

sembrano implicare che il titolo "Dio" non fosse usato per Gesù e che vi sono «evidenze negative che, spesso, vengono, in qualche modo, ignorate, nel modo in cui i Cattolici affrontano l'argomento". Tuttavia la conclusione di Brown è che Gesù è chiamato Dio nel Nuovo Testamento, ma lo sviluppo è stato graduale e non è emerso fino a un'epoca tarda nella tradizione del Nuovo Testamento, in cui "ci sono tre affermazioni ragionevolmente chiare e cinque probabili in cui Gesù è chiamato Dio. Usare "Dio" per Gesù è attestato all'inizio del II secolo come prosecuzione dell'uso iniziato ai tempi del Nuovo Testamento. "Gesù è il Signore" era evidentemente una popolare formula confessionale ai tempi del Nuovo Testamento, e con questa formula i cristiani hanno dato a Gesù il titolo di Kyrios, che è la traduzione della Septuaginta per YHWH. Se a Gesù viene dato questo titolo, perché non può essere chiamato Dio (theos), che la Septuaginta spesso utilizza per tradurre Elohim?»
Va comunque detto che il termine Dio pur se in pochi brani sembra che venga usato per descrivere altre creature soprannaturali non identificabili con il Dio Creatore degli Ebrei, come pure per descrivere certi uomini che compivano gesti clamorosi. Anche il nuovo testamento sembra attribuire alle creature spirituali in opposizione a Dio il titolo Theos equivalente di elohim (2 corinti 4,4) lo stesso titolo attribuito alla persona di Gesù (vedi Giov:1,1 testo greco interlineate Merk) pertanto non è chiaro se i primi cristiani attribuissero alla persona di Gesù una natura e un ruolo del tutto particolari o se il termine Theos associato alla sua persona avesse il semplice scopo di identificarlo come una creatura sicuramente divina ma separata completamente dal Dio Creatore degli Ebrei. Tuttavia tenendo conto che i primi cristiani erano pur sempre Ebrei possessori di una cultura ebraica fortemente monoteistica sembra assai improbabile che attribuissero a Gesù il concetto teologico trinitario che si sviluppò soltanto in seguito e che sembra essere completamente estraneo a tutta la teologia elaborata nell'intera Bibbia.

### Teorie sull'origine e influenza politeistica
Molti cristiani non-trinitari rigettano la dottrina della Trinità in quanto, secondo loro, è un evidente esempio di influsso politeistico sul Cristianesimo.
Chi professa la dottrina del monoteismo trinitario rigetta tale accusa, perché la chiesa antica interpretava come pagana l'idea di una trinità di dei, oppure che Gesù Cristo fosse un altro dio, minore e di natura distinta dall'Onnipotente e unico Dio. Questa era la dottrina di Ario, che faceva di Gesù un essere divino potente, ma non onnipotente, come gli dei dell'antichità classica, Apollo, o Ercole, quest'ultimo nato come uomo ma poi assunto nell'Olimpo da Giove. Secondo tale punto di vista, infatti, la dottrina della trinità infatti non può mai essere distinta da quella dell'unità di Dio, ed è proprio l'idea di una pluralità di dei accanto all'unico Dio che è contraria al primo comandamento dell'ebraismo: "non avrai altro dio accanto a me".
Coloro che accusano di paganesimo le chiese cristiane ritengono un'idea più semplice di Dio si perse presto nella storia della Chiesa, attraverso l'adattamento a idee pagane e l'incomprensibile dottrina della Trinità ne avrebbe preso il posto. Essi ritengono che ci sia affinità con l'adorazione di dei pagani raggruppati per tre o triadi presenti anche in Egitto, Grecia e Roma e Babilonia, secoli prima, durante e dopo Cristo.
Secondo gli antitrinitari dopo la morte degli apostoli ci sarebbe stata un'infiltrazione di queste credenze nella Cristianità. Tuttavia c'è chi sostiene che già scritti cristiani del I e II secolo, fra cui il Nuovo Testamento canonico, riflettono in un certo qual modo la credenza che Gesù era uno con Dio Padre (i gruppi cristiani che effettivamente rifiutavano questa affermazione erano gli Ebioniti, che tuttavia non accettavano i libri sacri che diventarono definitivamente canonici nel IV secolo). Gli anti-trinitari ribattono che fu a questo punto che la natura dell'unicità si evolse da coesistenza pervadente a identità e trovano un collegamento diretto tra la dottrina della Trinità e i teologi della Scuola di Alessandria che, con la sua forte enfasi sulla divinità di Gesù, avrebbe fatto da intermediaria tra l'eredità religiosa egiziana e la cristianità. In realtà anche Ario era di Alessandria, e la sua teologia riflette anch'essa la tradizione di quella scuola.
Il cristianesimo ortodosso è accusato pertanto di adottare principi pagani inventati dagli egiziani e dai babilonesi, adottati dal pensiero cristiano attraverso la filosofia greca. Come di ciò, i critici della dottrina, additano la largamente riconosciuta adozione, da parte della cristianità, della filosofia platonica, evidente nelle formule trinitarie che appaiono verso la fine del III secolo. In realtà formule platoniche sono già presenti nel vangelo di Giovanni, dato che il termine logos è largamente usato da Platone e da Filone alessandrino. La dottrina trinitaria divenne fermamente radicata sui territori ellenizzati. Quindi un'idea essenzialmente pagana si sarebbe imposta con la forza alle Chiese iniziando dal periodo Costantiniano. Anche se le trinità neo-platoniche, come quella dell'Uno, del Noûs e dell'Anima, non sono una trinità di equità consustanziale, come nella Cristianità Ortodossa. In realtà, sebbene al concilio di Nicea sia prevalsa l'attuale dottrina ortodossa, nei decenni successivi, a partire dagli ultimi anni di vita di Costantino (che fu battezzato in punto di morte secondo l'arianesimo) e soprattutto sotto Costanzo, che era un convinto ariano, il cristianesimo niceno era fortemente avversato dal potere politico al punto che quasi tutti i vescovi ortodossi erano stati esiliati. La situazione si placò sotto l'imperatore Giuliano che, indifferente al cristianesimo, permise ai cattolici di rientrare nelle loro sedi.

 
I non trinitari asseriscono che i Cattolici devono aver riconosciuto le radici pagane della Trinità, perché le asserzioni del prestito furono sollevate da alcuni disputanti durante il tempo che la Dottrina Nicena si stava formalizzando e adottando dai Vescovi. Per dimostrare tale tesi portano come esempio, del IV secolo, gli scritti del Vescovo Cattolico Marcello di Ancira sulla Sacra Chiesa che affermano: 
 proprio come Valentino l'eretico, che per primo le usò nel suo libro Le tre nature. Egli fu il primo ad utilizzare le tre ipostasi e le tre persone del Padre, Figlio e Spirito Santo, e si è scoperto che ha attinto da Ermes e Platone". Queste affermazioni su un termine chiave della Cristianità Niceana, attribuita ad uno gnostico, darebbe credibilità all'accusa di aver preso in prestito dalle religioni politeistiche, ma tale termine è anche usata nella Bibbia, nel Nuovo Testamento in Ebrei 1:2-4 in cui Gesù è definito ipostasi nell'originale Greco. Marcello, dopo la sua morte, fu condannato come eretico (381) con l'accusa di insegnare una forma di Sabellianismo (Modalismo).
I primi apologisti, inclusi Giustino, Tertulliano e Ireneo, hanno spesso discusso i paralleli e i contrasti tra Cristianità, paganesimo e sincretismo rispondendo, nei loro scritti apologetici cristiani, alle accuse di aver attinto dal paganesimo.

#### Triadi e loro rappresentazioni
Babilonia: Sin, Shamash e Ishtar; Anu, Enlil o Bel e Ea
Egitto: Ptah, Ra e Amon o Ptah, Sokar e Osiride
Grecia: Zeus, Poseidone e Ade
Roma: Giove, Marte e Quirino prima e Giove Giunone e Minerva poi
Brahmanesimo: (tra IX e VI secolo a.C.) Il dio Brahmã è rappresentato con tre teste
Religione Celtica: (tra il VI e III secolo a.C.) Le divinità Celtiche erano dei della vegetazione, della guerra e divinità tutelari e alcune venivano raffigurate con tre teste o con tre volti o tre figure identiche.
Induismo: Brahmā, Visnù e Siva
Buddhismo:
- Rappresentate da tre ruote sono le tre fondamenta o Gemme del buddhismo (Triratna) e cioè il Buddha, il suo insegnamento e la comunità.
- Secondo la scuola mahayana metafisica Svàtantrika e le sue derivazioni come ad esempio la Yogacara , trikãya designa i tre corpi o tre livelli di esistenza del buddha, aggiungendo Samboghakaya e Nirmanakaya al Dharmakaya mahayanico originario.

## Il "Prologo" del vangelo di Giovanni o il paradosso del Logos "dio"
Nel prologo del vangelo secondo Giovanni ci si imbatte in alcuni versetti controversi.
- Giovanni 1,1.[27]

L'ultima frase del versetto, in quasi tutte le versioni, viene tradotta come "e la Parola era Dio" (Revised Standard Version, King James Version, Diodati, Nuova Riveduta, Luzzi, World English Bible, A Conservative Version, Darby) o "e il Verbo era Dio" (Vulgata, C.E.I., Reina Valera). Questa forma è mantenuta da alcuni unitariani, altri antitrinitari come i testimoni di Geova traducono "la Parola era un dio", mentre altri ancora fanno le seguenti considerazioni:
Il greco usa la parola "Dio" (théos) sia per riferirsi al Padre che ad altre autorità. Queste includono il Diavolo (2 Corinti 4,4), deità minori (1 Corinti 8,5) e autorità umane (Giovanni 10,34.35; Atti 12,22).
All'epoca della stesura del Nuovo Testamento, la lingua usata era il Greco koiné la sua caratteristica era quella di essere scritto in tutte lettere maiuscole. Non essendoci caratteri maiuscoli e minuscoli non poteva certo farsi la distinzione che noi oggi facciamo tra Dio e dio. In genere è il contesto che la fa da giudice.
Quasi sempre nel Nuovo Testamento quando "Dio" fa riferimento al Padre, nel testo greco appare l'articolo determinativo (questo articolo si vede solo nel testo greco ma non è mai tradotto). I traduttori sono normalmente molto sensibili a questo (vedi Giovanni 10,33). La differenza tra theós con e senza l'articolo si nota in Giovanni 1,1:
- "all'inizio era la Parola, e la Parola era con "il theós", e la Parola era "theós".

siccome l'articolo determinativo nel secondo caso di "theós" ("Dio") non c'è di solito il significato sarebbe "dio" o "divino".
James Moffatt, che era un professore di greco e di Esegesi del Nuovo Testamento al Mansfield College di Oxford in Inghilterra, ed autore dell'omonima Bibbia di Moffatt, tradusse la frase, "il lógos era divino".
Una spiegazione molto chiara di come tradurre theós senza l'articolo determinativo si può trovare in Jesus As They Knew Him, di William Barclay, un professore del Trinity College di Glasgow:
«In un caso come questo noi non possiamo fare altro che andare ai termini greci che sono "theós en hó lógos". Hó è l'articolo determinativo, il, e si può vedere che c'è un articolo determinativo con "lógos", ma non con "theós". Quando in greco due nomi sono congiunti dal verbo "essere", e quando ambedue hanno l'articolo determinativo, si intende che l'uno sia identificato pienamente con l'altro; ma quando uno di loro è senza l'articolo, diventa più un aggettivo che un nome, e descrive piuttosto la classe o sfera di appartenenza dell'altro».
Un esempio potrebbe rendere l'idea. Se dico "Il predicatore è l'uomo" identifico il predicatore con l'uomo, una persona specifica che ho in mente se, invece, non metto l'articolo dicendo "Il predicatore è uomo" quello che voglio dire è che il predicatore è classificato come uomo, nella sfera della virilità è un essere umano.
Così come nell'ultima frase di Giovanni 1,1 Giovanni non ha messo l'articolo prima di "theós", "Dio". Il lógos, perciò non è identificato come Dio o con Dio; la parola "theós" è divenuta aggettivo e descrive la sfera di appartenenza del lógos. Perciò possiamo dire che il lógos appartiene alla stessa sfera di Dio, pur senza essere identificato con Dio.
Qui la New English Bible adopera quella che ritiene la traduzione perfetta: Quello che era Dio, la Parola era.
The Bible-An American Translation (1935) traduce e la parola era Divina,
The New Testament in an Improved Version (1808) e la Parola era un Dio,
The Emphatic Diaglott (1864) e un Dio era la Parola,
La Sainte Bible (1879) e la Parola era un Dio,
La Bible du Centenaire (1928) e la Parola era un essere divino,
Das Evangelium nach Johannes, di Siegfried Schulz (1975) e un dio (o, di specie divina) era la Parola,
Das Evangelium nach Johannes, di Johannes Schneider (1978) e di una sorta simile a Dio era il lógos,
Das Evangelium nach Johannes, di Jürgen Becker (1979) e un dio era il lógos
- Una conferma indiretta è data da Giuseppe Flavio[29] Nell'Introduzione a pag. XLVIII viene detto:

Non di rado Giuseppe [Flavio], per significare l'intervento divino nei fatti umani, preferisce far uso di un generico tó theión, la divinità, piuttosto che del ben più personalizzante ò theós, che ovviamente per lui è il dio dei Giudei.
L'idea di fondo, il dogma implicito è che Gesù è creatura, non è Dio, quindi una semplice traduzione letterale del primo versetto Giovanneo non può essere accettato così come per esempio fa una moderna traduzione interlineare come quella di Alberto Bigarelli 1998:
(Dal "prologo" del Vangelo di Giovanni)
Il testo poi aggiunge:
(Dal "prologo" del Vangelo di Giovanni)
Ma se nulla fu fatto di quello che è creato senza il Logos, anche il Logos se è creatura deve essere fatta dal Logos! Questo è il paradosso a cui si giunge leggendo il secondo versetto del prologo giovanneo rifiutando l'evidenza letteraria e cioè che l'autore ritenesse il Logos Creatore e non creato, Dio e non una sorta di Dio!
È vero altresì che altri così traducono il testo giovanneo originale:
καὶ θεὸς ἦν ὁ λόγος.»
(Dal "prologo" del Vangelo di Giovanni)
con
E Dio era il logos»
(Dal "prologo" del Vangelo di Giovanni)
Dando risalto e sottolineando con questa lettura del testo giovanneo, l'identicità di questo Logos che era in principio con Dio stesso e nello stesso tempo una loro distinzione, distinzione la cui natura è tale che non nega comunque la loro identicità ribadita esplicitamente e a chiare lettere "καὶ θεὸς ἦν ὁ λόγος" da "colui che solo ha capito veramente Gesù" come si è più volte detto.

In ogni modo ci sono altre considerazioni da fare, e che portano a riflettere. L'apostolo Giovanni quando scrisse il suo vangelo non poteva certamente contraddire le scritture dell'A.T. su un punto così fondamentale come l'unicità di Dio. Dio è uno solo.

YaHWèH (o YeHoWaH) stesso affermò perentoriamente:
(Isaia 44:24)
Però Giovanni 1:1 rivela appunto che tutte le cose create sono state create dal logos, termine che è stato tradotto con "parola" o più spesso come "verbo", termine che in italiano ha invero tutt'altro significato e che è una delle tante italianizzazioni di termini latini operate dalla Chiesa cattolica, ma che potrebbe anche tradursi come "ragionamento" o, meglio ancora, "sapienza", rendendo di più il significato originale. A conferma di ciò troviamo anche la dichiarazione dell'apostolo Paolo nella lettera ai Colossesi cap.1 verso 15, quando dichiara che tutto è stato creato per mezzo di Cristo. Giovanni non è stato vago ma come era nel suo stile limpido ed essenziale ha fatto chiarezza su questo punto anche a seguito della sua polemica con quei cristiani coltissimi e quindi più smaliziati, gli gnostici, ribadendo più volte il posto che occupa il Cristo nella sua concezione: egli, il Rabbi Gesù di Nazareth non è semplicemente un maestro delle scritture come l'apparenza sembra attestare bensì è l'incarnazione di Dio ovvero l'incarnazione proprio di questo logos che era in principio, vale a dire quel Messia tanto atteso dagli antichi profeti di Israele a ripristinare e a rinnovare l'alleanza tra Dio e coloro che sono da Dio. E ha fatto di questo "mistero dell'incarnazione del logos che era in principio" il nucleo centrale di questa nuova fede sorta dal più antico ebraismo. Del resto sappiamo che al di là delle polemiche tra i Cristiani di orientamento gnostico e Giovanni, "l'intimo di Gesù" era l'unico cristiano ortodosso, tra l'altro il più autorevole, che essi stimavano sinceramente considerandolo in un certo senso uno di loro, quindi un loro alleato nella lotta alla nuova istituzione nascente tendente, per poter conquistare le masse, ad appiattire banalizzandolo nell'essoterismo il messaggio rivoluzionario di colui che anch'essi chiamavano "il Signore" ma che ritenevano, data la complessità e profondità di questa "buona notizia", essere riservata, per essere veramente compresa, ad una élite di iniziati.

Altri però si sono posti la domanda rispetto al nuovo evento dell'incarnazione di Dio: dunque un altro dio accanto a Dio?

La traduzione di Giovanni 1:1 è stato reso differentemente da molte versioni. Teniamo però presente che nel greco Koine non mancano i vocaboli per definire qualitativamente qualcosa o qualcuno, e nella stesura del N.T. questi vocaboli sono stati utilizzati per altri argomenti, ma non per definire il Verbo di Dio.

## L'influenza dell'imperatore Costantino nella definizione della trinità
Alcuni antitrinitari considerano l'imperatore romano Costantino I il fautore della dottrina della trinità, sostenendo che egli avrebbe esercitato pressioni sui vescovi riuniti nel primo concilio di Nicea affinché risolvessero in tempi rapidi le controversie dottrinali.
(Henry Chadwick, The Early Church, Harmondsworth 1967, pp. 122, 124)
L'Encyclopædia Britannica spiega: 
(Chicago 1971, vol. 6, p. 386.)

## Critiche all'antitrinitarismo
Le teorie dell'antitrinitarismo sono state avversate, fin dal loro inizio e nella loro prosecuzione: Michele Serveto fu bruciato vivo sul rogo dai calvinisti proprio perché, nel suo "De Trinitatis Erroribus", mostrò che la dottrina della Trinità non ha non soltanto il sostegno della Bibbia ma neanche quello della ragione.
A partire dall'inizio del Novecento, alcune scoperte di studiosi biblici, storici delle religioni, storiografi e archeologi biblici hanno dimostrato come la credenza in più divinità nell'ebraismo fosse presente già nel VI-V secolo a.C. nel giudaismo enochico, corrente di pensiero religiosa del periodo del Secondo Tempio, dalla quale nacquero i primi giudeo-cristiani e gli esseni;
Gesù stesso utilizzava un titolo totalmente ebraico ed apocalittico, quello di "figlio dell'uomo", per affermare la propria discendenza divina.
Secondo Boyarin, la trinità è un concetto teologico ed escatologico ebraico, in cui non compare nessuna influenza pagana o ellenistica.
Boyarin smentisce qualunque tipo di influenza politeistica nel giudaismo ellenistico, e anzi spiega come già nell'Israele primitivo e tribale esistessero idee di una dualità (seppur subordinazionistica) di Dio. Tra i vari esempi che egli fa c'è l'episodio riportato nel Libro di Daniele riguardante il figlio dell'uomo, cioè un essere divino, redentore dei peccati, dall'aspetto umano e più giovane rispetto al padre (Yahweh), che discende dalle nubi e viene incoronato signore del regno terrestre proprio dal padre.
Questa stessa figura salvatrice e dominante viene in seguito citata anche nei Salmi e nei libri di alcuni Profeti. Secondo Boyarin è più che naturale che un popolo adoratore di un Dio severo e immanente avesse sviluppato l'idea di una figura umana, materiale e più giovane di Dio stesso, il quale fa da "avvocato" per gli sbagli commessi dagli uomini. Nello stesso libro Boyarin continua, analizzando come la figura del figlio dell'uomo e quella del messia, cioè un re umano che, secondo gli ebrei, avrebbe ricostituito un regno dello stesso splendore di quello di Davide e portato definitivamente la pace in Israele, si sia progressivamente evoluta e trasformata durante il periodo del Secondo Tempio in quella del figlio di Dio.
Accanto alle tesi di Boyarin, rimangono le posizioni ufficiali ebraiche di assoluto monoteismo: riferendosi a Deuteronomio 6, 4, "Ascolta, o Israele...", il rabbino J. H. Hertz osserva che "Lo Shemà esclude la trinità del credo cristiano essendo una profanazione dell’Unità di Dio".